# Grande Table
La Grande Table ou Diamanta Grande Table (en anglais, Great Table) est un grand diamant rose, exceptionnel par sa taille et sa couleur, examiné et décrit en 1642 par l'aventurier français Jean-Baptiste Tavernier lors de l'un de ses voyages en Inde. Il était alors aux mains de marchands de Golkonda, mais Tavernier ne fut pas en mesure de l'acquérir. On en perd ensuite la trace. 
Il reste le plus gros diamant rose connu à ce jour.
En 1965, des experts du Musée royal de l'Ontario chargés d'étudier les joyaux de la couronne iranienne postulèrent que deux d'entre eux, le Daria-e nour et le Noor-ol-Ain (en), provenaient de la Grande Table retaillée.

## Le témoignage de Jean-Baptiste Tavernier
C'est au cours de son second voyage en Orient (1638-1643) que l'aventurier Jean-Baptiste Tavernier a l'occasion d'observer la Grande Table. Parti en septembre 1638, il commence son périple par Alep et la Perse, et de là aux Indes jusqu'à Âgrâ et Golkonda. Ses visites à la cour du Grand Moghol et aux mines de diamants sont le prélude à ses périples suivants, au cours desquels Tavernier voyagea comme un marchand de haut rang, négociant des bijoux coûteux et d'autres marchandises précieuses, et trouvant ses principaux clients parmi les plus grands princes de l'Orient. 
À partir des années 1670, Tavernier s'occupe à publier le compte rendu de ses voyages. C'est dans les Six voyages qu'il a fait en Turquie, en Perse, et aux Indes, édités à compter de 1676, que Tavernier publie, dans un chapitre portant sur « les plus grands et les plus beaux diamants que l'auteur a veus en Europe et en Asie » un dessin et sa description du diamant rose :

« C'est une pierre qui pese 176 1/8 mangelins, qui sont de nos carats 242 5/16. Le mangelin comme j'ay dit, est le poids dont on se sert dans les Royaumes de Golconda et de Visapour, et il revient à 1 3/8 de nos carats. Estant à Golconda l'an 1642 on me fit voir cette pierre, et c'est le plus grand diamant que j'ay vû aux Indes entre les mains de marchands. Celuy à qui il appartenoit me permit d'en faire un plomb, que j'envoyay à Surate à deux de mes amis, en leur marquant la beauté de la pierre et le prix, qui estoit de 500 000 roupies, qui sont 750 000 livres de nostre monnoye. Je receus ordre d'eux, au cas qu'elle fût nette et de belle eau, d'en offrir 400 000 roupies, mais il n'y eut pas moyen de faire marché à ce prix-là. Néanmoins je crois que si l'on fut venu à 450 000 roupies on eut pû l'avoir. »

— Jean-Baptiste Tavernier, Les six voyages de Jean Baptiste Tavernier.... qu'il a fait en Turquie, en Perse, et aux Indes, 1676-77.